# O le tulafale
Pour plus de détails, voir Fiche technique et Distribution.
O le tulafale est un film samoan réalisé par Tusi Tamasese, sorti en 2011. Il s'agit du premier long métrage du Samoa : il a été tourné dans l'archipel, en langue saomane avec un casting samoan.

## Synopsis
Le film se veut être un portrait de la société samoane et du mode de vie fa'aSamoa. On y suit Saili, paysan modeste atteint de nanisme cultivant le taro, sa femme Vaaiga et leur fille adolescente Litia. Saili voit son activité et sa ferme menacée, Vaaiga a été bannie de son village natal il y a plusieurs années et la beauté de Litia attire les jeunes hommes du village.
Vaaiga finit par mourir et Saili doit se battre pour avoir le droit de l'enterrer.

## Fiche technique
- Titre : O le tulafale
- Titre anglais : The Orator
- Réalisation : Tusi Tamasese
- Scénario : Tusi Tamasese
- Musique : Tim Prebble
- Photographie : Leon Narbey
- Montage : Simon Price
- Production : Catherine Fitzgerald
- Société de production : Blueskin Films
- Pays :  Samoa et  Nouvelle-Zélande
- Genre : Drame
- Durée : 110 minutes
- Dates de sortie : 
  -  Nouvelle-Zélande : 6 octobre 2011

## Distribution
- Fa'afiaula Sanote : Saili
- Tausili Pushparaj : Vaaiga
- Salamasina Mataia : Litia
- Ioata Tanielu : Poto
- Ga Sakaria : Tagaloa
- Pouoa Malae Lialia'i : Malae

## Distinctions
O le tulafale a été sélectionné pour représenter la Nouvelle-Zélande (pays coproducteur) pour l'Oscar du meilleur film en langue étrangère lors de la 84e cérémonie des Oscars, mais n'a pas été nommé,. C'était la première fois que le pays soumettait un film pour le prix (le pays étant très majoritairement anglophone),.
Le film a été présenté à la Mostra de Venise 2011 dans la section Horizons et a reçu une mention spéciale, le prix CinemAvvenire et le prix C.I.C.A.E..
Le film a été nommé pour huit New Zealand Film and Television Awards et en a reçu six : meilleur film, meilleur réalisateur, meilleur acteur pour Fa'afiaula Sanote, meilleure actrice pour Tausili Pushparaj, meilleur second rôle féminin pour Salamasina Mataia et meilleur son.